# Вицлебен, Иоб-Вильгельм фон
Иов-Вильгельм фон Витцлебен (4 августа 1916, Копице — 1999, Ленгрис) — немецкий офицер, в годы войны Вермахта, после в ГДР в Фольксармее.

## Биография
Родился в 1916 году в Копице, Саксония, в старинной дворянской семье фон Вицлебенов, сын члена Высшего правительственного совета Дитриха фон Вицлебена. потомок прусского генерала Иова фон Вицлебена (1783—1837) и внучатый племянник Эрвина фон Вицлебена.
Вырос в Саксонии и получил образование в гимназии королевы Каролы в Лейпциге.
В юности в Гитлерюгенде был в звании обергруппенфюрера (лейтенанта), с 1 февраля 1935 года член нацистской партии (членский номер 3 590 830).
На начало Второй мировой войны служил в Вермахте в звании лейтенанта, участвовал в Польской кампании.
С нападением на СССР служил в 192-м гренадёрском полку 56-й пехотной дивизии в звании капитана, был награжден Немецким крестом в золоте (24 апреля 1943 года).
Осенью 1943 года вернулся с фронта, чтобы пройти подготовку в Прусской военной академии, после был произведен в майоры и назначен в Генеральный штаб.
Позже утверждал, что он лично не участвовал в заговоре 20 июля и что не был посвящён в его планирование, но от своего дяди фельдмаршале Эрвине фон Вицлебене знал о намерении генералов сместить Адольфа Гитлера силой. После того, как его дядя был казнен, он был допрошен гестапо. Хотя расследование ничего не дало, он был временно уволен из Вермахта.
Был снова отправлен на Восточный фронт, 26 февраля 1945 года был назначен первым офицером штаба в 69-ю пехотную дивизию, которая входила в группу армий Север, уже осажденную Красной Армией в городе Кенигсберге. В начале апреля начальник штаба корпуса сообщил Витцлебену, что он должен быть вывезен самолетом и предстать перед военным трибуналом в Вене, что, вероятно, приведет к казни. Приказал радисту связаться с советским командованием и 9 апреля перешёл линию фронта и встретился с советской делегацией, в тот же день остатки дивизии сдались.
В плену провел три года, в лагере для военнопленных № 27 под Красногорском, где вступил в Союз немецких офицеров.
В 1948 году ему предложили присоединиться к немецкому управлению внутренних дел, которое было создано властями в советской зоне оккупации и через год ставшей ГДР. Стал членом СЕПГ.
Был назначен в Главное управление подготовки кадров в звании майора в качестве инструктора готовил новобранцев для того, что впоследствии стало Казарменной народной полицией.
С созданием в марте 1956 года Национальной народной армии в звании оберста назначен начальником штаба сформированного территориального командования «Север».
Когда 15 марта 1958 года в Потсдаме был основан Институт военной истории Германии, стал там работать.
Автор работ по истории Второй мировой войны, в частности, отстаивал критическую позицию по Заговору немецких генералов против Гитлера 20 июля 1944 года и роли в нём Адольфа Хойзингера.
Известен как военно-исторический консультант в фильмах киностудии DEFA. Его участие в создании документального фильма «Химмельсштюрмер» отмечено Премией имени Генриха Грайфа.
Был консультантом совместных постановок ГДР-СССР режиссёра Юрия Озерова, фильмов «Освобождение» (1969—1972), «Солдаты свободы» (1977), «Битва за Москву» (1985) и «Сталинград» (1989).
Умер в 1999 году в возрасте 83 лет в Ленгрисе.

## Награды
- Немецкий крест в золоте (24 апреля 1943)
- Премия имени Генриха Грайфа II степени (1966)
- Премия имени Фридриха Энгельса (1970)
- Золотой Орден за заслуги перед Отечеством (1976)